# NGC 613
NGC 613 este o galaxie spirală barată situată în constelația Sculptorul. A fost descoperită în 9 decembrie 1798 de către William Herschel. De asemenea, a fost observată încă o dată de către John Herschel în 5 august 1826 și în 14 septembrie 1830.

## Galerie

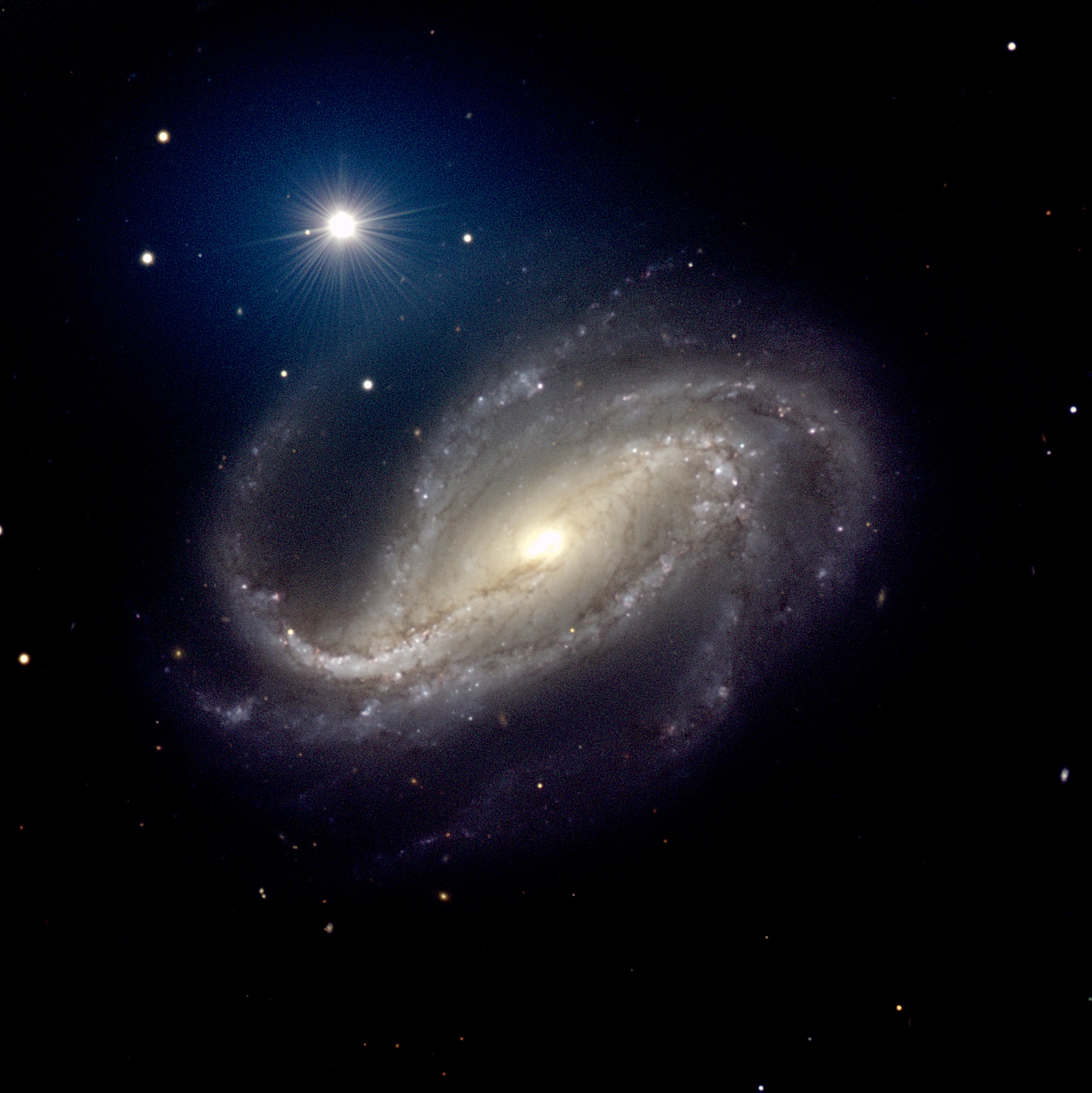
NGC 613
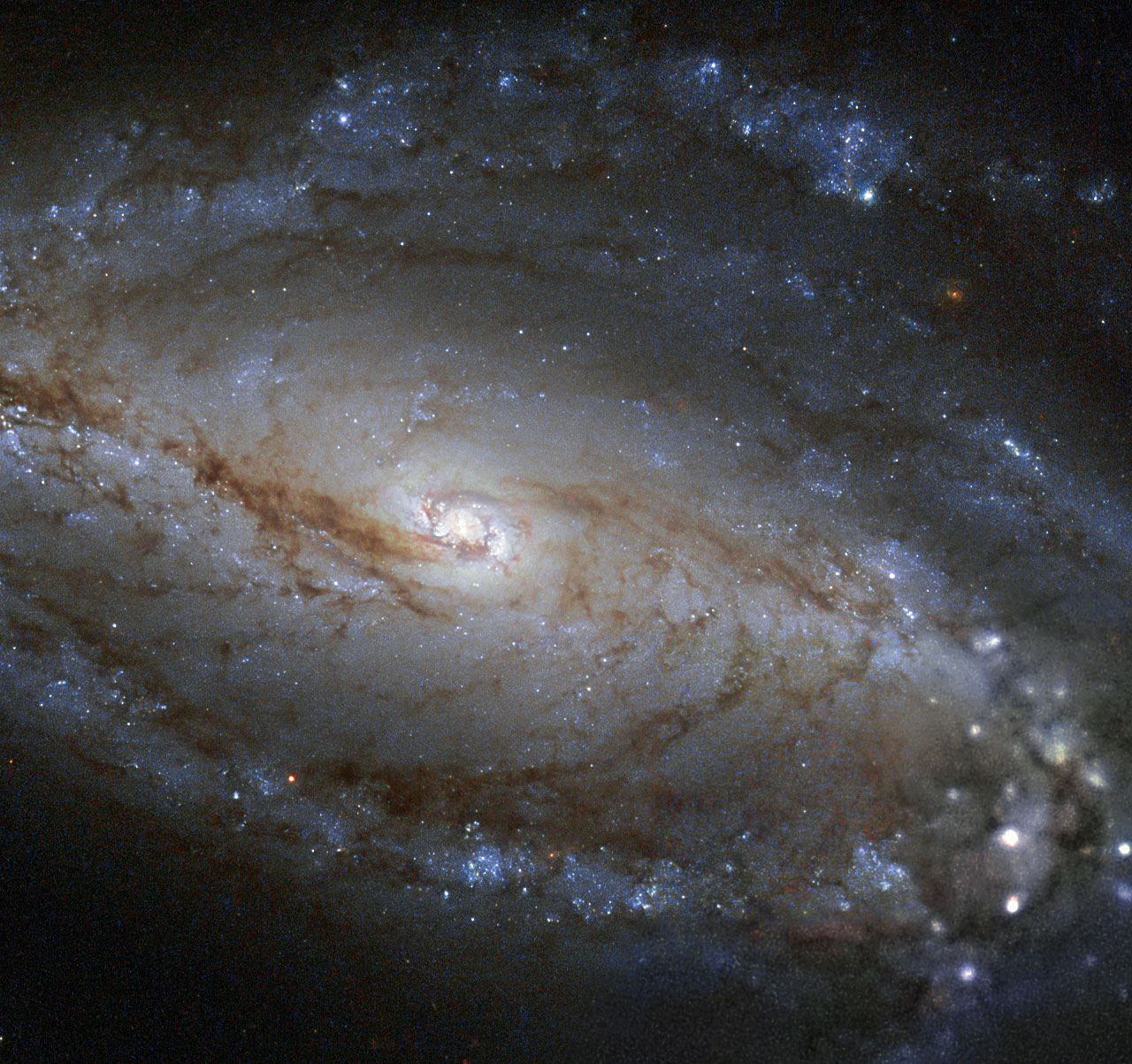
NGC 613